# Sejny (gemeente)
De gemeente Sejny (Litouws: Seinų valsčius) is een landgemeente in het Poolse woiwodschap Podlachië, in powiat Sejneński.
De zetel van de gemeente is in Sejny.
Op 30 juni 2004 telde de gemeente 4111 inwoners.

## Oppervlakte gegevens
In 2002 bedroeg de totale oppervlakte van gemeente Sejny 218,01 km², waarvan:
- agrarisch gebied: 67%
- bossen: 27%

De gemeente beslaat 25,47% van de totale oppervlakte van de powiat.

## Demografie
Stand op 30 juni 2004:
| Omschrijving                   | Totaal | Totaal | Vrouwen | Vrouwen | Mannen | Mannen |
| ------------------------------ | ------ | ------ | ------- | ------- | ------ | ------ |
| eenheid                        | aantal | %      | aantal  | %       | aantal | %      |
| inwoners                       | 4111   | 100    | 1961    | 47,7    | 2150   | 52,3   |
| bevolkingsdichtheid (inw./km²) | 18,9   | 18,9   | 9       | 9       | 9,9    | 9,9    |

In 2002 bedroeg het gemiddelde inkomen per inwoner 1422,82 zł.

## Plaatsen
Babańce, Berżniki, Berżniki-Folwark, Bierżałowce, Bose, Bubele, Burbiszki, Degucie, Dubowo, Dusznica, Dworczysko, Gawiniańce, Grudziewszczyzna, Gryszkańce, Hołny Majera, Hołny Wolmera, Jenorajście, Jodeliszki, Kielczany, Klejwy, Kolonie Sejny, Konstantynówka, Krasnogruda, Krasnowo, Krejwińce, Lasanka, Łumbie, Markiszki, Marynowo, Marynowo-Kolonia, Nowosady, Nożegary, Ogrodniki, Olszanka, Poćkuny, Podlaski, Posejanka, Posejny, Półkoty, Rachelany, Radziucie, Radziuszki, Rynkojeziory, Sumowo, Sztabinki, Świackie, Wigrańce, Zaleskie, Zaruby, Żegary.

## Aangrenzende gemeenten
Giby, Krasnopol, Puńsk, Sejny. De gemeente grenst aan Litouwen.